# Identidades de Cassini y Catalan
La identidad de Cassini  y la identidad de Catalan son relaciones matemáticas ligadas con los números de la sucesión de Fibonacci. La primera es un caso especial de la segunda, y afirma que para cada número n-ésimo de la sucesión de Fibonacci, se cumple que:
{\displaystyle F_{n-1}F_{n+1}-F_{n}^{2}=(-1)^{n}}
La identidad de Catalan generaliza este principio:
{\displaystyle F_{n}^{2}-F_{n-r}F_{n+r}=(-1)^{n-r}F_{r}^{2}}
La identidad de Vajda también supone una generalización de la primera:
{\displaystyle F_{n+i}F_{n+j}-F_{n}F_{n+i+j}=(-1)^{n}F_{i}F_{j}}

## Historia
La fórmula de Cassini fue descubierta en 1680 por Jean-Dominique Cassini, entonces director del Observatorio de París, siendo también demostrada de forma independiente por Robert Simson (1753). Eugène Charles Catalan encontró la identidad que lleva su nombre en 1879.

## Prueba mediante cálculo matricial
Una prueba rápida de la identidad de Cassini se puede dar (Knuth, 1997, p. 81) al reconocer el lado izquierdo de la ecuación como el determinante de una matriz 2×2 de números de Fibonacci. El resultado es casi inmediato cuando se considera que la matriz es la potencia n de una matriz con determinante de valor −1:
{\displaystyle F_{n-1}F_{n+1}-F_{n}^{2}=\det \left[{\begin{matrix}F_{n+1}&F_{n}\\F_{n}&F_{n-1}\end{matrix}}\right]=\det \left[{\begin{matrix}1&1\\1&0\end{matrix}}\right]^{n}=\left(\det \left[{\begin{matrix}1&1\\1&0\end{matrix}}\right]\right)^{n}=(-1)^{n}}

## Demostración por inducción
Sea  {\displaystyle p(n):F_{n+1}\cdot F_{n-1}-F_{n}^{2}=(-1)^{n}}
- Caso base: ¿p(1)? {\displaystyle F_{2}\cdot F_{0}-F_{1}^{2}=1\cdot 0-1=(-1)^{-1}}
- Paso inductivo: Dado {\displaystyle n\in \mathbb {N} }  ¿{\displaystyle p(n)\Rightarrow p(n+1)}?

Por definición de la sucesión de Fibonacci, sabemos que para {\displaystyle n\geq 1,F_{n+2}=F_{n+1}+F_{n}} y {\displaystyle F_{n+1}=F_{n}+F_{n-1}} .En el último caso {\displaystyle n\geq 1} implica {\displaystyle n-1\geq 0}, así que {\displaystyle F_{n-1}} está definida).
Entonces: 
{\displaystyle {\begin{aligned}F_{n+2}\cdot F_{n}-F_{n+1}^{2}&=(F_{n+1}+F_{n})\cdot F_{n}-(F_{n}+F_{n-1})\cdot F_{n+1}\\&=F_{n+1}\cdot F_{n}+F_{n}^{2}-F_{n}\cdot F_{n+1}-F_{n-1}\cdot F_{n+1}\\&=F_{n}^{2}-F_{n-1}\cdot F_{n+1}=-(F_{n-1}\cdot F_{n+1}-F_{n}^{2})\\&=-(-1)^{n}=(-1)^{n+1}\end{aligned}}}
como se quería demostrar.